# Schumacher (Mondkrater)
Schumacher ist ein Einschlagkrater am nordöstlichen Rand der Mondvorderseite.
Er liegt unmittelbar nördlich des großen Kraters Messala und westlich des Lacus Spei.
Der Kraterrand ist erodiert und wird im Westen von dem Nebenkrater Schumacher B überlagert. Das Innere ist relativ eben.
| Buchstabe | Position           | Durchmesser | Link |
| --------- | ------------------ | ----------- | ---- |
| B         | 42,17° N, 59,34° O | 24 km       |      |

Der Krater wurde 1935 von der IAU nach dem deutschen Astronomen Heinrich Christian Schumacher offiziell benannt.